# Morrison Remick Waite
Morrison Remick Waite (Lyme, 29 novembre 1816 – Washington, 23 marzo 1888) è stato un politico e avvocato statunitense.

## Biografia
Soprannominato "Mott", è stato il Presidente della Corte Suprema degli Stati Uniti negli anni 1874-1888. Figlio del giudice Henry Matson Waite, durante i suoi anni di studio conobbe Lyman Trumbull, laureandosi poi all'università di Yale nel 1837 .